# Église Saint-Pierre-et-Saint-Paul (La Tour-Blanche)
Pour les articles homonymes, voir Église Saint-Pierre-et-Saint-Paul.
L'église Saint-Pierre-et-Saint-Paul est située à La Tour-Blanche-Cercles, en France.

## Localisation
L'église est située sur le territoire de La Tour-Blanche, ancienne commune intégrée à celle de La Tour-Blanche-Cercles, en Périgord, dans le quart nord-ouest du département de la Dordogne, en région Nouvelle-Aquitaine.

## Description
L'église, en grande partie moderne, est composée d'une nef de quatre travées voûtées de fausses ogives, de collatéraux très étroits et d'un chœur du gothique tardif, revoûté en berceau brisé sans doute au XIXe siècle. Le chevet carré est étayé par deux contreforts biais, dont l'un est creusé d'une niche conservant une statuette. La nef est protégée par de la tuile creuse, tandis que le chœur l'est par de la lauze. Le clocher, terminé par une flèche, est situé sur la façade occidentale.

## Histoire
Le chœur du XVe siècle de cette église moderne constituait l'ancienne chapelle Notre-Dame-de-La-Recluse ou Notre-Dame-des-Faubourgs, occupée par un hospice. L'incendie de l'ancienne église Saint-Sébastien (de la Tour), lors des guerres de Religion, située alors au pied du château de la Tour-Blanche, destina la chapelle à devenir église paroissiale au XVIe siècle. Les bâtiments de l'hôpital sont utilisés afin d'agrandir la nouvelle église. En 1897, l'architecte E. Meunier entreprend d'édifier le clocher occidental.
L'édifice est répertorié à l'inventaire général du patrimoine culturel de la Nouvelle-Aquitaine.

## Galerie

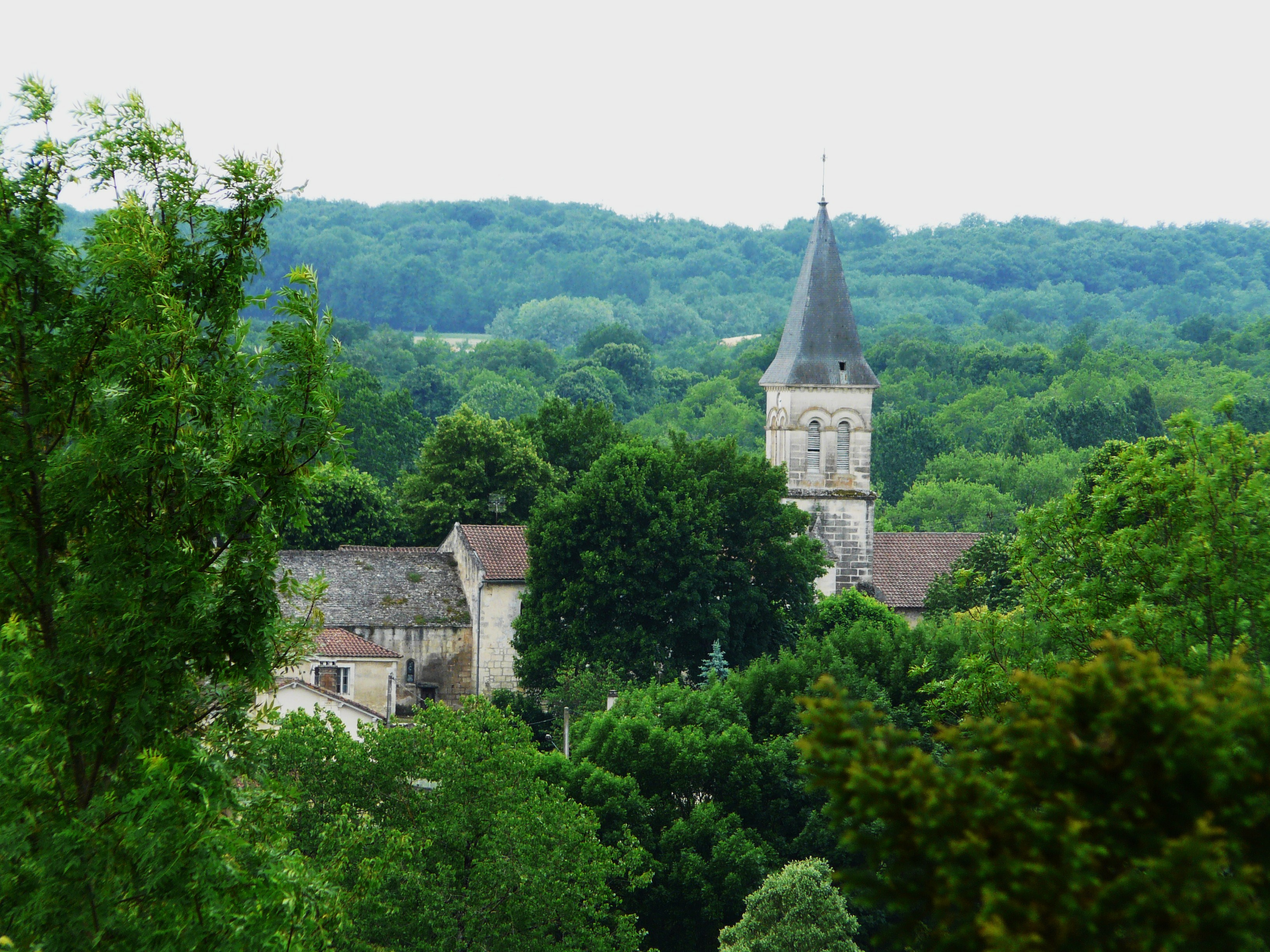
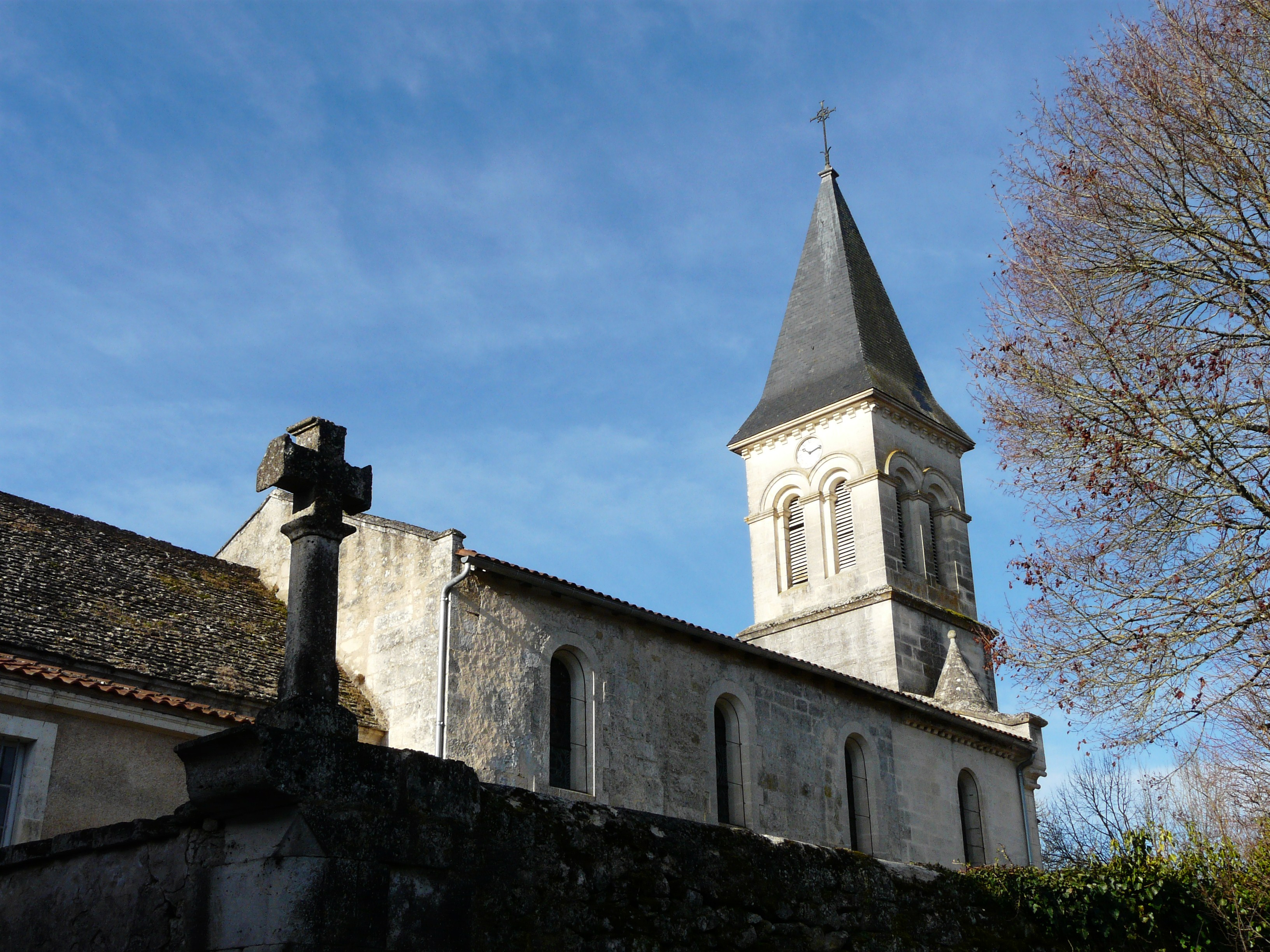
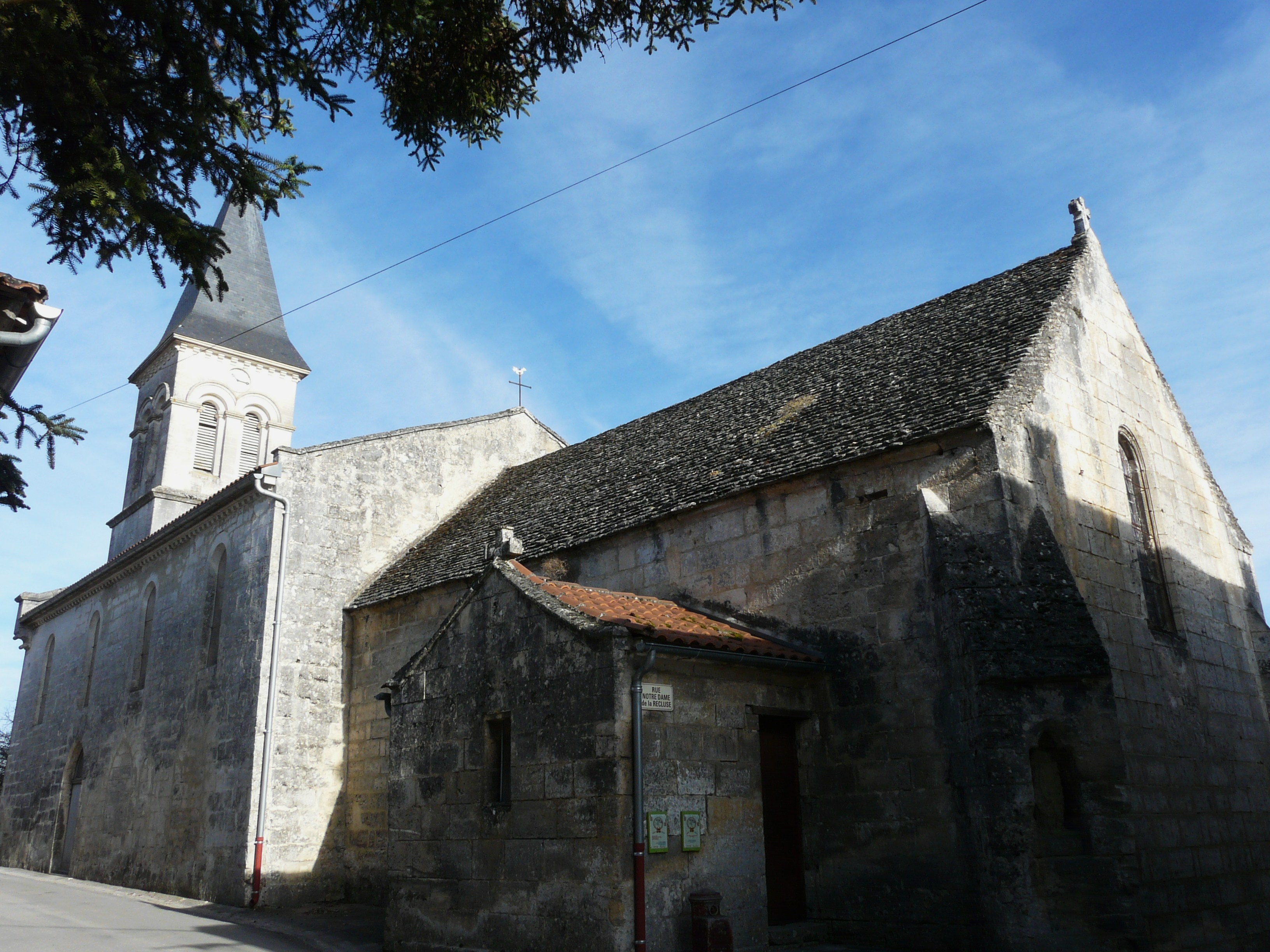
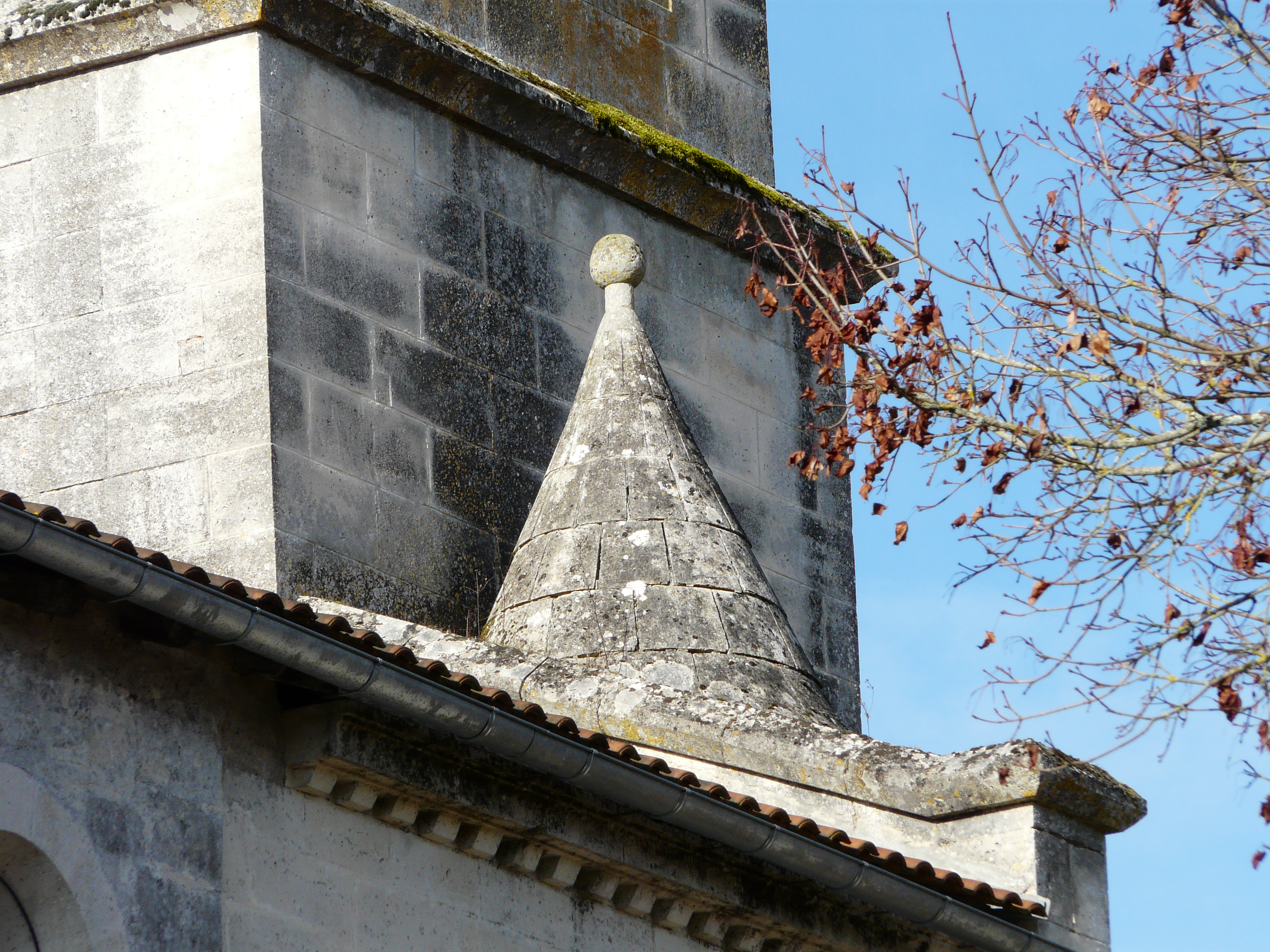
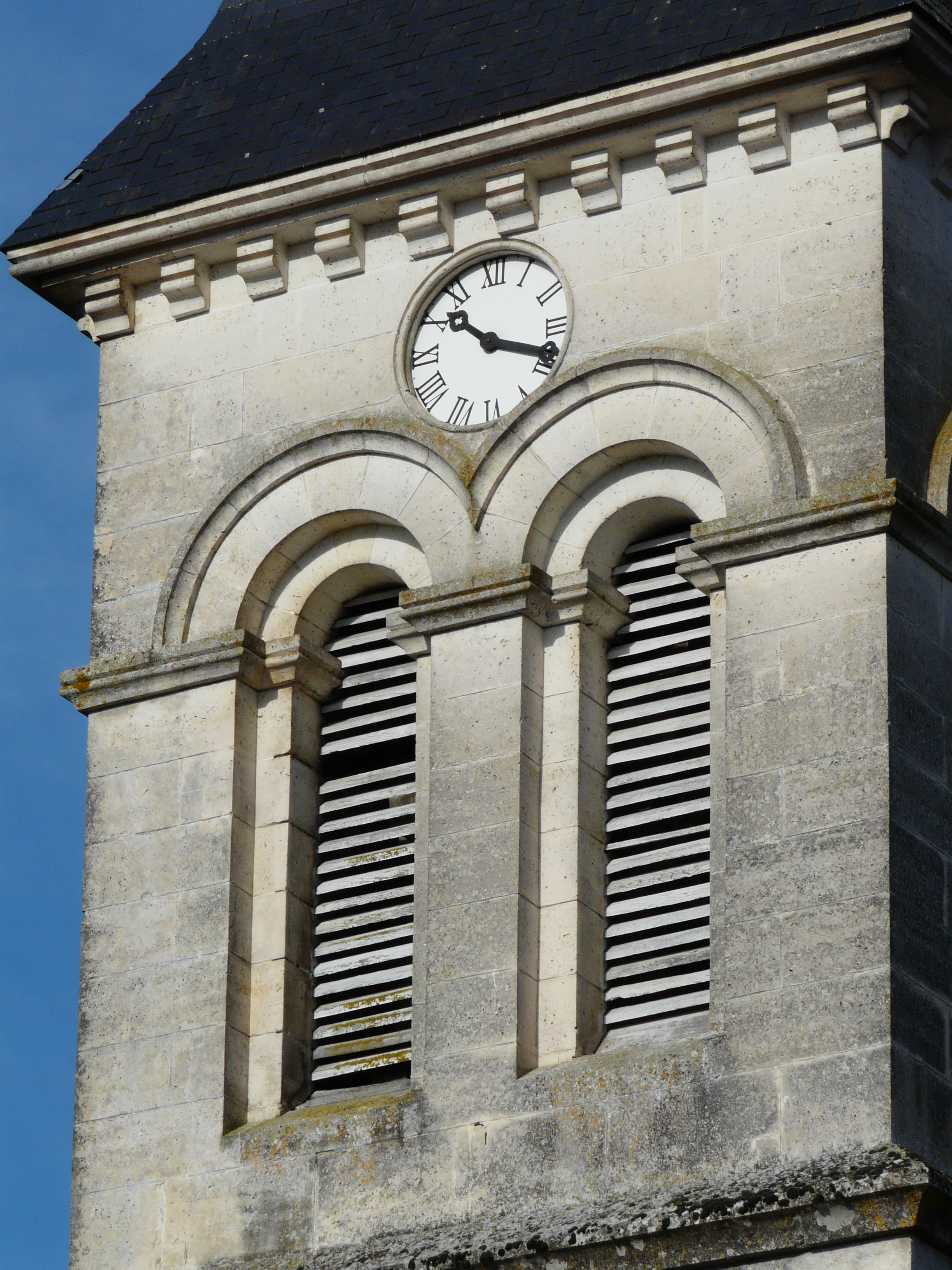
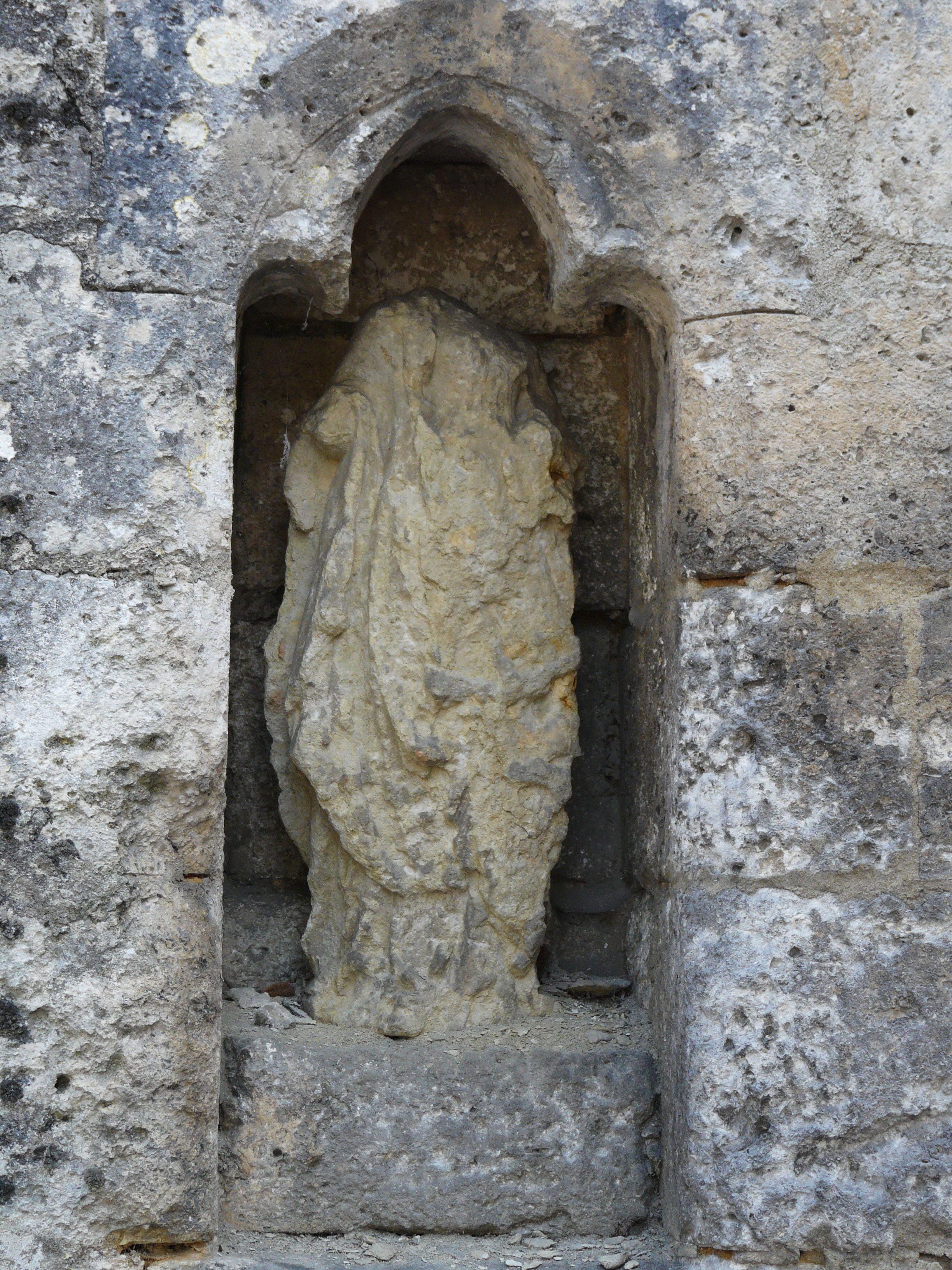